# Nils Berndtson (bibliotekarie)
Sturle Nils Hjalmar Berndtson, född 31 juli 1910 i Helsingfors, död 16 augusti 1984, var en finländsk bibliotekarie. 
Berndtson, som var son till baningenjör Sturle Birger Berndtson och Fanny Juliana Brunell, blev student 1929, filosofie kandidat 1937 och filosofie magister 1950. Han var amanuens vid Helsingfors universitetsbibliotek 1940–1944, bibliotekarie vid Pedagogiska högskolan i Jyväskylä 1945–1953, bibliotekarie vid Helsingfors universitets historisk-filosofiska inrättning 1953–1959 och chefsbibliotekarie vid Vetenskapliga samfundens bibliotek från 1959. Han var sekreterare och ekonom för Vetenskapliga samfundens delegation från 1959. Han var lärare i svenska vid Jyväskylän tyttölukio 1946–1947, medlem av styrelsen för Mellersta Finlands museiförening 1949–1953 och av nämnden för de vetenskapliga biblioteken från 1959. Han skrev Suomen historiallinen kirjallisuus (1937–1940) och Laukaan historia (I, 1965; II, 1983).